# Sumeček velký
Sumeček velký (Ictalurus furcatus) je významný severoamerický až středoamerický zástupce řádu sumců, čeledi sumečkovitých. S délkou přes 1,5 m patří mezi největší sladkovodní ryby Severní Ameriky. Žije spíše skrytým životem při dně rozsáhlých toků (ohniskem jeho rozšíření je povodí řeky Mississippi), má sklon migrovat kvůli rozmnožování směrem k hornímu toku řek. Vzhledem k tomu, že jde o rybu s rekreačním (sportovní rybolov) i hospodářským významem, je uměle vysazován i v dalších oblastech. Místy se pak může stávat problematickým invazním druhem, zejména v důsledku predačního tlaku na menší druhy ryb.  

## Popis

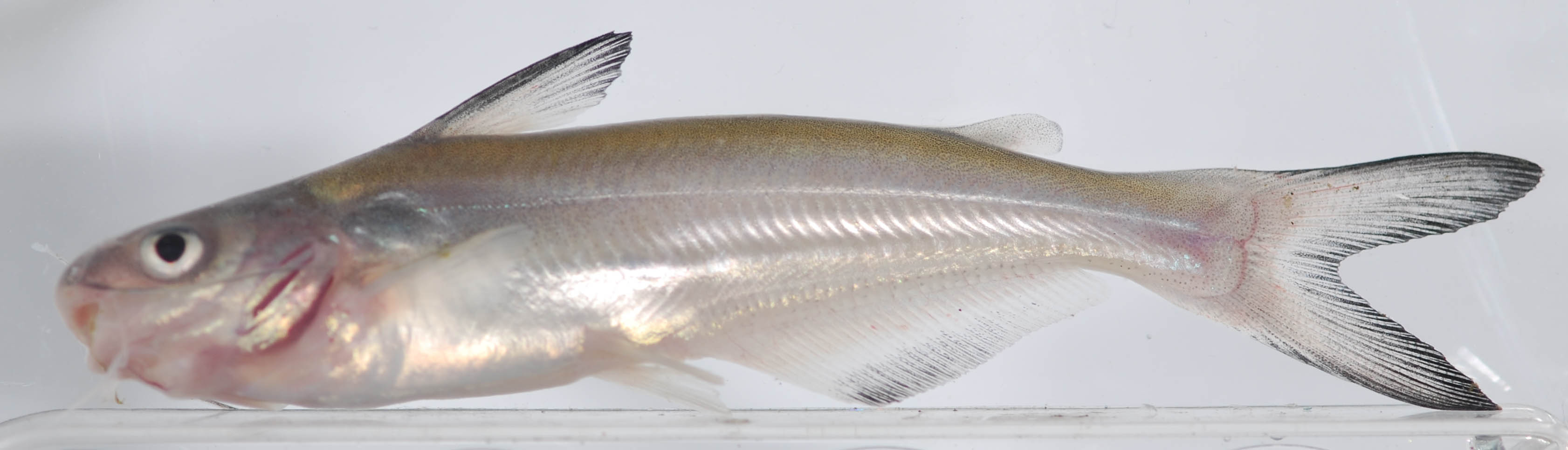
Juvenilní, asi osmicentimetrový exemplář sumečka velkého

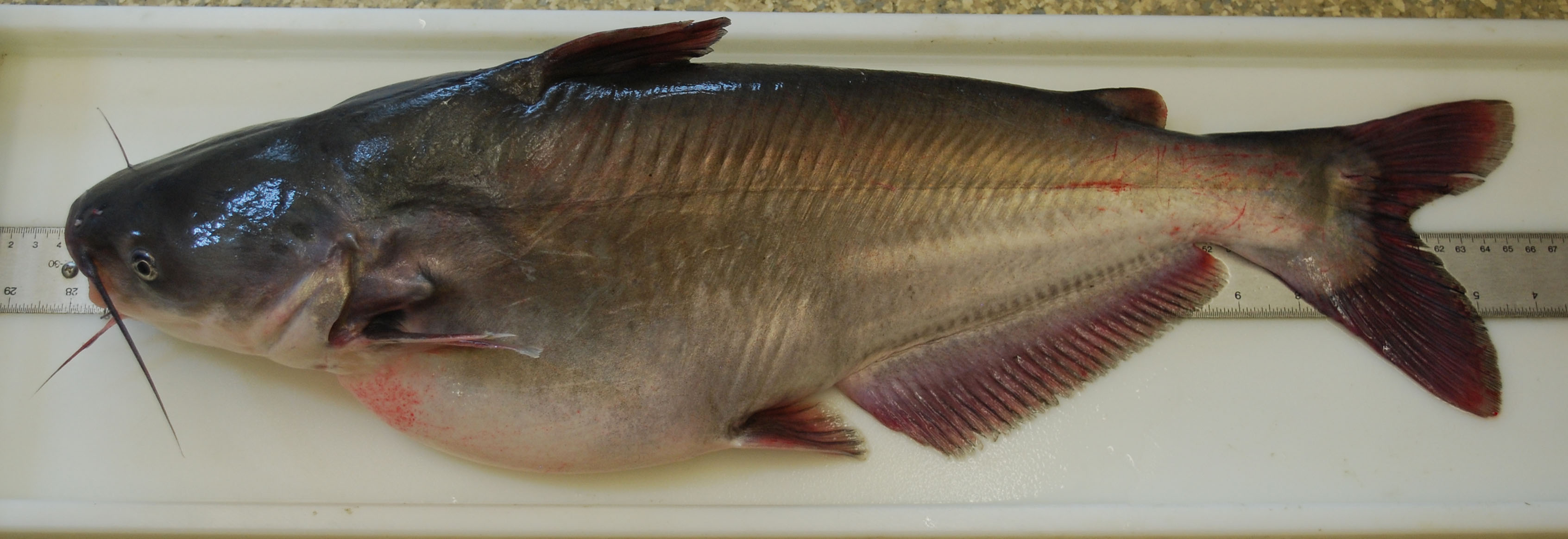
Asi 60 cm dlouhý sumeček velký

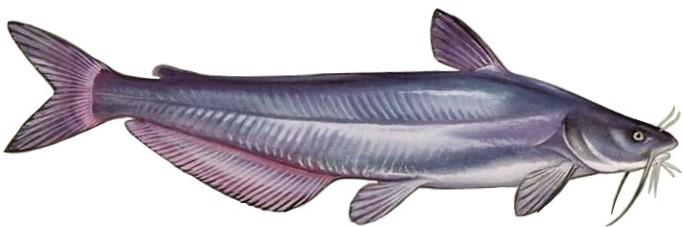
Sumeček velký na ilustraci

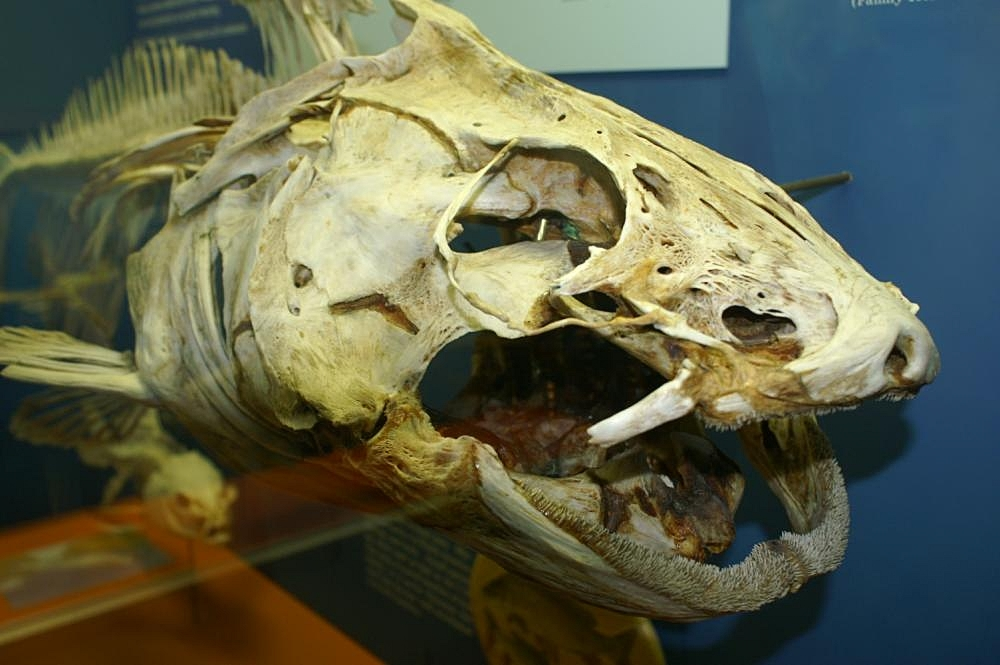
Preparovaná lebka a kostra sumečka velkého

Sumeček velký je až přes 1,5 m dlouhá ryba, v dospělosti je na hřbetě a na bocích většinou šedě modravý, na břiše bělavý. Mladé ryby jsou mnohem světlejší, při velikosti do asi 10 cm mohou být bělavé, menší až takřka průsvitné. Tak jako řada dalších sumců má i sumeček velký relativně širokou hlavu s velkou tlamou, malýma očima a čtyřmi páry výrazných vousů. Na hřbetě má kromě hřbetní ploutve také tukovou ploutvičku. Jeho ocasní ploutev je zřetelně vykrojená. Řitní ploutev sumečka velkého se směrem vzad postupně snižuje a je vyztužena 30–35 paprsky.
Sumeček velký může být zaměněn s příbuzným s. tečkovaným (I. punctatus), který se především v mládí liší temným tečkováním na hřbetě a bocích a má nižší počet paprsků v řitní ploutvi.  

### Velikost
Navzdory zdrobnělému rodovému jménu „sumeček“ jde o největšího severoamerického sumce a o jednu z největších severoamerických sladkovodních ryb vůbec (větší je v této oblasti jen kostlín obrovský a dva druhy jeseterů). Rekordně velké exempláře sumečka velkého dosahují délky až 165 cm a hmotnosti přes 50, výjimečně až přes 60 kg.

## Potrava
Potrava sumečka se mění s jeho věkem. Mladé ryby jsou spíše všežravé, kromě bezobratlých, které loví na dně, požírají také vodní rostliny. Starší ryby se pak živí především jako predátoři. Loví ryby (např. dorosomy z čeledi sleďovitých) a větší bezobratlé (mlže, raky, sladkovodní kraby apod.). Někdy požírají ryby poraněné jinými predátory nebo turbínami v přehradách umělých nádrží.

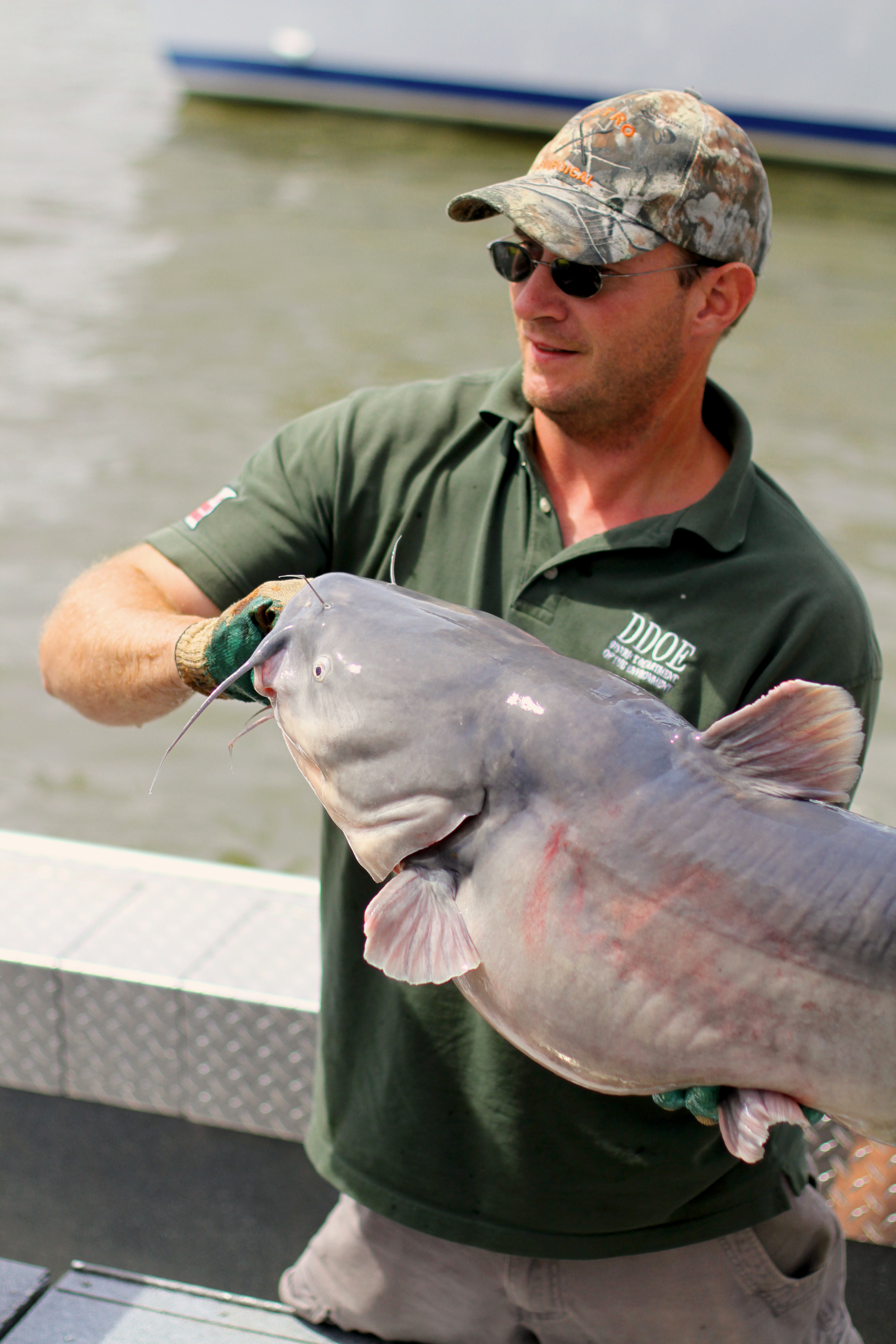
Ulovený kus sumečka velkého

## Ekologie a rozmnožování
Sumeček velký preferuje hlubší kanály s proudící vodou a velké toky a průtočná jezera s bahnitým až štěrkovitým substrátem. Velcí jedinci se mohou vyskytovat i pod jezy a hrázemi na místech s vířící vodou. Jsou schopni tolerovat i zvýšenou salinitu vody.
V závislosti na teplotě migrují zjara proti proudu do míst, kde se vytírají. Na podzim se vracejí do nižších poloh. Mohou tak během sezóny překonat i stovky kilometrů. Vytírají se na místech krytých většími balvany, kmeny, prohlubněmi, podemletými břehy apod. Samci pak jikry i mladý potěr chrání. Zejména po přechodu k predaci sumečci relativně rychle rostou. Hmotnosti kolem 40 kg ale dosahují jen starší kusy asi ve dvaceti letech.

## Rozšíření
Areál sumečka velkého zahrnuje především povodí řeky Mississippi s jejími hlavními přítoky (Missouri, Ohio), zahrnuje ale i menší toky ústící do Mexického zálivu od Alabamy přes východ Mexika až do Guatemaly a Belize. Uměle vysazován je ale i v dalších oblastech Severní Ameriky. Na některých místech atlantského pobřeží Spojených států vytvořil stabilní a početné populace. Zejména na okrajích jeho přirozeného areálu naopak došlo ke snížení početnosti některých populací.

## Význam
Sumeček velký patří vzhledem ke své velikosti a chutnému masu mezi významné objekty jak sportovního rybářství, tak komerčního chovu. Vykazuje též vyšší odolnost vůči některým nemocem nežli další druhy sumců. Za účelem zvýšení výnosů může být i cíleně křížen s příbuzným sumečkem tečkovaným. V některých oblastech mimo jeho přirozený výskyt, např. v Chesapeakské zátoce a v dalších tocích při atlantském pobřeží, je považován za invazní druh ohrožující místní druhy ryb i bezobratlých predací, respektive (v případě dalších druhů sumců) kompetičním tlakem.